# Флоренс Фостер Дженкінс
Флоренс Фостер Дженкінс (англ. Florence Foster Jenkins; 19 липня 1868, Вілкс-Барре, штат Пенсільванія — 26 листопада 1944, Манхеттен, Нью-Йорк, США) — американська піаністка і співачка (сопрано), одна з найперших представниць «маргінальної музики», яка стала відомою завдяки повній відсутності музикального слуху, почуття ритму і співочого таланту. Попри це, саму себе вона вважала неперевершеною вокалісткою (різновид «ефекту Даннінга-Крюгера», коли людина впевнена в тому, що вона талановита чи геніальна, хоча об'єктивно це не так).

## Біографія
Дженкінс народилася в 1868 році в родині Чарльза Дорранса Фостера і Мері Джейн Хогланд. З 8 років вона вчилась грі на фортепіано, а в сімнадцять заявила про своє бажання виїхати в Європу вивчати музику. Чарльз Фостер — багатий промисловець — відмовився оплачувати її проєкт, тому вона втекла в Філадельфію з лікарем Френком Торнтоном Дженкінсом, який пізніше став її чоловіком. На життя вона заробляла, даючи приватні уроки музики. Шлюб з Френком виявився нещасливим, і в 1902 році вона з ним розлучилася. Після смерті батька в 1909 році Флоренс успадкувала від нього значну суму, що дозволило їй зайнятися своєю кар'єрою співачки, про яку вона довго мріяла і до ідеї якої несхвально ставилися її батьки і колишній чоловік. Вона брала уроки у якоїсь дуже знаменитої оперної зірки, ім'я якої, крім, звичайно, самої Флоренс, знав (але так і не видав) тільки її беззмінний керівник Сен Клер Бейфілд. Активно поринувши у музичне життя Філадельфії та Нью-Йорка, вона заснувала щось на зразок товариства любителів класичної музики — «Клуб Верді».
У 1912 році на власні кошти організувала свій перший сольний концерт. Далі вона стала виступати на сценах Ньюпорта, Вашингтона, Бостона і Саратоги-Спрінгс. Поступово, рік за роком, старання мадам Дженкінс увінчалися успіхом: вона стала місцевою знаменитістю в Нью-Йорку, і один раз на рік вона давала закритий концерт у готелі Риц-Карлтон, на який запрошувалися тільки обрані — друзі, шанувальники, критики та колеги по цеху. В зал набивалося до 800 осіб. У 1928 році померла її мати.
Голос Флоренс був унікальним у тім сенсі, що ніхто до неї не наважувався так співати для широкої публіки (так ще професійно). У неї геть відсутні музикальний слух і відчуття ритму, і вона зовсім не могла тримати ноту. «Вона кудкудакала і волала, сурмила і вібрувала», — писав критик Даніель Діксон у грудні 1957 року, згадуючи мадам Дженкінс. Її постійний протягом багатьох років акомпаніатор Косме Макмун насилу міг придушити сміх під час її концертів. «Коли приходив час співати, вона забувала про все. Ніщо не могло її зупинити. Вона думала, що вона велика артистка», — розповідав він. Сміх публіки, що доноситься із залу, Флоренс розцінювала як прояв професійної заздрості.
Її репертуар складався з популярних сценічних арій Моцарта, Верді, Штрауса, пісень Брамса, а також створених нею самою і Макмуном. Часто мадам Дженкінс одягала для виступів «шикарні» сценічні костюми, які вона придумувала сама. Найвідоміший її образ був «Ангел Натхнення» — шовкову сукню з блискітками і картонними крилами за спиною (в ньому вона постає на обкладинці диска The Glory (????) Of The Human Voice).
У 1937 році звукозаписна студія Meloton Recording запропонувала Флоренс записати грамплатівку. Мадам Дженкінс проявила вельми оригінальний підхід до студійної роботи. Всі репетиції та налаштування апаратури були ним відкинуті. Вона просто прийшла і заспівала, диск записувався, і всі доріжки були записані з першого разу. Після прослуховування записів вона назвала їх «чудовими» і зажадала, щоб грамплатівки були надруковані саме з них.
В 1943 році таксі, в якому їхала Флоренс, потрапила в аварію. Співачка залишилася цілою і неушкодженою і навіть раптом виявила, що після пережитого потрясіння тепер може взяти найвищу ноту фа, чого раніше не могла. І замість того, щоб подати в суд на таксиста, вона послала йому в знак подяки коробку дорогих сигар.
Довгий час шанувальники мадам Дженкінс просили її виступити на найпрестижнішій сцені Нью-Йорка — в Карнегі-хол, але вона з невідомих причин відмовлялася. Але 25 жовтня 1944 року 76-річна Флоренс нарешті дає там концерт. Ажіотаж був таким, що всі квитки були розпродані за кілька тижнів до концерту, і ціна на них досягала $20.
Через місяць після свого тріумфу, 26 листопада 1944 року Флоренс Фостер Дженкінс померла. Ходили чутки, що вона померла, не перенісши численних насмішкуватих відгуків критиків на виступ в Карнегі-хол. «Вони такі нечеми, такі нечеми!» — бідкалася вона з приводу них. Проте все говорить про те, що вона померла щасливою людиною. Після її смерті Макмун намагався заволодіти її майном, заявивши, що був її коханим, попри всі свідчення, що він був гомосексуалом.
За мотивами життя мадам Дженкінс було поставлено три п'єси. Перша була поставлена в 2001 Крісом Баллансов в Единбург-Фріндж. Друга п'єса, «Сувенір», — на Бродвеї в 2005. Третя — «Чудова» — з успіхом була показана в Лондоні і навіть номінувалася на театральну премію Лоуренса Олів'є. У 2015 році вийшла французька картина «Маргарита», де образ головної героїні Маргарити Дюмон заснований на біографії Дженкінс. У 2016 році вийшов фільм «Фостер Дженкінс», головну роль в якому виконала Меріл Стріп.

## Записи, видані на CD
- The Glory (????) Of The Human Voice (1992)
- The Muse Surmounted: Florence Foster Jenkins And Eleven Of Her Rivals
- Murder On The High s c'
- Even More Glory (????) Of The Human Voice